# Desudaba scylla
Desudaba scylla är en insektsart som beskrevs av William Lucas Distant 1888. Desudaba scylla ingår i släktet Desudaba och familjen lyktstritar. Inga underarter finns listade i Catalogue of Life.